# Doug Wiggins
Doug Wiggins (ur. 26 stycznia 1988 w East Hartford) – amerykański koszykarz, występujący na pozycji rozgrywającego.
W latach 2012–2014 miał przerwę w grze. 8 lipca 2016 został zawodnikiem Startu Lublin.

## Osiągnięcia
NCAA
- Uczestnik turnieju NCAA (2008)